# Przestrzeń zwarta
Przestrzeń zwarta – przestrzeń topologiczna o tej własności, że z dowolnego jej pokrycia zbiorami otwartymi można wybrać podpokrycie skończone (tj. pewna skończona liczba zbiorów pokrycia tworzy pokrycie).
Zbiorem zwartym nazywa się podzbiór przestrzeni topologicznej, który traktowany jako podprzestrzeń (z topologią podprzestrzeni) jest przestrzenią zwartą.
W niektórych źródłach (np. Engelking 1989 ↓ ) w definicji zwartości dodatkowo wymaga się, aby przestrzeń zwarta była przestrzenią Hausdorffa, a przestrzenie zdefiniowane z pominięciem tego warunku nazywa się przestrzeniami quasi-zwartymi.

## Idea zwartości
Z punktu widzenia topologii przestrzenie zwarte mają pewne pożądane własności, np.
1. funkcja ciągła rzeczywista określona na przestrzeni zwartej jest ograniczona i osiąga swoje kresy,
2. funkcja ciągła rzeczywista lub zespolona na przestrzeni metrycznej zwartej jest jednostajnie ciągła,
3. każda przestrzeń metryczna zwarta jest zupełna,
4. w przestrzeni zwartej własność {\displaystyle p} spełniana lokalnie jest też spełniana globalnie, tzn. jeżeli jakiekolwiek zbiory otwarte {\displaystyle V,U} mają własność {\displaystyle p,} to również ich suma {\displaystyle V\cup U} ma tę własność[potrzebny przypis].

Zwartość jest jednym z podstawowych pojęć topologicznych.

## Przykłady zbiorów zwartych i niezwartych
(1) Tw. 1. Przedział {\displaystyle (0,1)\subset \mathbb {R} } nie jest zbiorem zwartym.
Dowód: Rodzina zbiorów otwartych
{\displaystyle \left\{\left({\frac {1}{n}},\;{\frac {2}{n}}\right):n\in \mathbb {N} ,n\geqslant 2\right\}=\left\{\left({\frac {1}{2}},\;1\right),\;\left({\frac {1}{3}},\;{\frac {2}{3}}\right),\;\left({\frac {1}{4}},\;{\frac {1}{2}}\right),\;\left({\frac {1}{5}},\;{\frac {2}{5}}\right),\dots \right\}}
jest pokryciem tego przedziału (każdy punkt odcinka należy do któregoś ze zbiorów tej postaci), ale nie da się wybrać z niej skończonej liczby zbiorów, które pokryłyby cały przedział {\displaystyle (0,1).}
(2) Tw. 2. Przedział {\displaystyle (-\infty ,\infty )=\mathbb {R} } nie jest zbiorem zwartym.
Dowód: Rodzina zbiorów otwartych
{\displaystyle \{(n,\;n+2):n\in \mathbb {Z} \}=\{\dots (-3;-1),\;(-2;0),\;(-1;1),\;(0;2),\;(1;3),\dots \}}
jest pokryciem zbioru {\displaystyle \mathbb {R} ,} ale nie da się wybrać z niej skończonej liczby zbiorów, które pokryłyby {\displaystyle \mathbb {R} .}
(3) Tw. 3. Przedział {\displaystyle [0,1]\subset \mathbb {R} } jest zwarty.
Dowód: Niech {\displaystyle \sigma } będzie pokryciem odcinka {\displaystyle [0,1].} Zdefiniujmy zbiór
{\displaystyle Z=\{x:0\leqslant x\leqslant 1} i odcinek {\displaystyle [0,x]} można pokryć skończoną podrodziną rodziny {\displaystyle \sigma \}}
Oczywiście {\displaystyle 0\in Z,} bo przedział {\displaystyle [0,0]=\{0\}} jest pokryty pewnym elementem rodziny {\displaystyle \sigma .} Zbiór {\displaystyle Z} jest więc niepusty i ograniczony z góry. Ma więc kres górny {\displaystyle z}  i   {\displaystyle z\in [0,1].}
Zauważmy, że {\displaystyle z>0,} bo biorąc jakieś otoczenie {\displaystyle A\in \sigma } punktu {\displaystyle 0,} znajdziemy pewien przedział {\displaystyle [0;\epsilon ]\subset A,\,\epsilon >0,} a stąd {\displaystyle \epsilon \in Z,} czyli {\displaystyle z\geqslant \epsilon >0.}
Przypuśćmy, że {\displaystyle z<1} i niech {\displaystyle z\in A\in \sigma } dla pewnego przedziału otwartego {\displaystyle A,} istnieje wówczas przedział {\displaystyle [z-\epsilon ;z+\epsilon ]\subset A,\,\epsilon >0,} Ponieważ {\displaystyle z} jest kresem górnym zbioru {\displaystyle Z,} więc w przedziale {\displaystyle (z-\epsilon ;z]} istnieje punkt {\displaystyle z_{1}\in Z.} Istnieje więc skończona podrodzina {\displaystyle \sigma _{1}\subset \sigma } pokrywająca przedział {\displaystyle [0;z_{1}].} A stąd przedział {\displaystyle [0;z+{\tfrac {\epsilon }{2}}]=[0;z_{1}]\cup [z-\epsilon ;z+{\tfrac {\epsilon }{2}}]} jest pokryty przez skończoną rodzinę {\displaystyle \sigma _{1}\cup \{A\}.} Oznacza to, że {\displaystyle z+{\tfrac {\epsilon }{2}}\in Z} i {\displaystyle z} nie jest kresem górnym zbioru {\displaystyle Z.} Sprzeczność ta pokazuje, że {\displaystyle z=1.}
Niech {\displaystyle 1\in A\in \sigma } dla pewnego zbioru otwartego {\displaystyle A} i rozważmy przedział {\displaystyle [1-\epsilon ;1]\subset A,\,\epsilon >0.} Podobnie jak wyżej, {\displaystyle 1} jest kresem górnym zbioru {\displaystyle Z,} więc w przedziale {\displaystyle (1-\epsilon ;1]} istnieje punkt {\displaystyle z_{1}\in Z.} Istnieje więc skończona podrodzina {\displaystyle \sigma _{1}\subset \sigma } pokrywająca przedział {\displaystyle [0;z_{1}].} A stąd przedział {\displaystyle [0;1]=[0;z_{1}]\cup [1-\epsilon ;1]} jest pokryty przez skończoną rodzinę {\displaystyle \sigma _{1}\cup \{A\},} cnd.

## Własności
Tw. 4. Ciągły obraz przestrzeni zwartej jest zwarty.
Dowód: Niech {\displaystyle X} będzie przestrzenią zwartą, a {\displaystyle f\colon X\rightarrow Y} odwzorowaniem ciągłym. Udowodnimy, że obraz {\displaystyle f(X)} jest zwarty. W tym celu weźmy dowolne otwarte pokrycie {\displaystyle \{V_{\lambda }\}_{\lambda \in \Lambda }} zbioru {\displaystyle f(X).} Wtedy {\displaystyle {\mathcal {V}}=\{f^{-1}(V_{\lambda })\}_{\lambda \in \Lambda }} jest otwartym pokryciem {\displaystyle X.} Istotnie, otwartość elementów rodziny {\displaystyle {\mathcal {V}}} od razu wynika z ciągłości {\displaystyle f.} Ponadto dla dowolnego {\displaystyle x\in X} istnieje zbiór {\displaystyle V_{\lambda '},} taki że {\displaystyle f(x)\in V_{\lambda '}.} Dlatego też {\displaystyle x\in f^{-1}(V_{\lambda '}).} Na mocy zwartości {\displaystyle X} istnieje skończona rodzina zbiorów {\displaystyle \{f^{-1}(V_{\lambda _{1}}),f^{-1}(V_{\lambda _{2}}),\dots ,f^{-1}(V_{\lambda _{n}})\}} będąca pokryciem {\displaystyle X.} Zatem rodzina {\displaystyle \{V_{\lambda _{1}},V_{\lambda _{2}},\dots ,V_{\lambda _{n}}\}} jest otwartym, skończonym pokryciem {\displaystyle f(X).} Oznacza to, że z dowolnego otwartego pokrycia {\displaystyle f(X)} można wybrać skończone podpokrycie, co oznacza, że zbiór {\displaystyle f(X)} jest zwarty, cnd.
Tw. 5. (Twierdzenie Weierstrassa o kresach)
Funkcja ciągła na przestrzeni zwartej o wartościach w {\displaystyle \mathbb {R} } jest ograniczona i przyjmuje swoje kresy.
Dowód: Niech {\displaystyle f\colon X\rightarrow \mathbb {R} } będzie ciągłą funkcją na przestrzeni zwartej {\displaystyle X.} Wówczas {\displaystyle f(X)} jest zwarty jako ciągły obraz przestrzeni zwartej. Na mocy Tw. Heinego-Borela {\displaystyle f(X)} jest domknięty i ograniczony. Ograniczoność {\displaystyle f(X)} oznacza, że {\displaystyle f} jest ograniczona. Z definicji supremum i infimum, na mocy domkniętości {\displaystyle f(X)} wynika że {\displaystyle \inf f(X)\in f(X)} oraz {\displaystyle \sup f(X)\in f(X).} Zatem {\displaystyle f} przyjmuje swoje kresy, cnd.
Tw. 6. (Twierdzenie Tichonowa)
(a) Iloczyn kartezjański przestrzeni zwartych (z topologią produktową) jest zwarty.
(b) Zwarty podzbiór przestrzeni Hausdorffa jest domknięty.
 Dowód: Niech {\displaystyle X} będzie przestrzenią Hausdorffa, a {\displaystyle A\subset X} jej zwartym podzbiorem. Aby udowodnić, że {\displaystyle A} jest domknięty uzasadnimy, że {\displaystyle X\setminus A} jest otwarty. Wystarczy zatem udowodnić, że dla dowolnego {\displaystyle x\in X\setminus A} istnieje otoczenie, które nie zawiera punktów ze zbioru {\displaystyle A.}
Niech {\displaystyle x\in X\setminus A,} {\displaystyle y\in A.} Wówczas na mocy aksjomatu Hausdorffa istnieją otoczenie {\displaystyle V_{y}} punktu {\displaystyle x} oraz otoczenie {\displaystyle U_{y}} punktu {\displaystyle y} takie że {\displaystyle V_{y}\cap U_{y}=\emptyset .}
Rodzina {\displaystyle \{U_{y}\}_{y\in A}} stanowi otwarte pokrycie {\displaystyle A.} Na mocy zwartości {\displaystyle A} istnieje skończone podpokrycie {\displaystyle \{U_{y_{1}},U_{y_{2}},\dots ,U_{y_{n}}\}.} Każdy zbiór {\displaystyle U_{y_{i}}} jest rozłączny z odpowiednim zbiorem {\displaystyle V_{y_{i}}.} Zatem przekrój {\displaystyle V=\bigcap _{i=1}^{n}V_{i}} jest rozłączny z każdym ze zbiorów {\displaystyle U_{y_{i}}.} Więc {\displaystyle V} jest otoczeniem {\displaystyle x,} które jest rozłączne z {\displaystyle A.} Z dowolności {\displaystyle x} wynika, że zbiór {\displaystyle A} jest domknięty, cnd.
Tw. 7. Ciągła bijekcja zwartej przestrzeni {\displaystyle X} na przestrzeń Hausdorffa {\displaystyle Y} jest homeomorfizmem.
Dowód: Wystarczy wykazać, że obrazami zbiorów domkniętych są zbiory domknięte. Niech {\displaystyle A\subset X} będzie domknięty i niech {\displaystyle f\colon X\rightarrow Y} będzie ciągłą bijekcją zwartej przestrzeni {\displaystyle X} w przestrzeń Hausdorffa {\displaystyle Y.} Wówczas {\displaystyle A} jest zwarty jako domknięty podzbiór przestrzeni zwartej. Stąd {\displaystyle f(A)} jest zwarty jako ciągły obraz zbioru zwartego. Więc {\displaystyle f(A)} jest domknięty jako zwarty podzbiór przestrzeni Hausdorffa, cnd.
Tw. 8. Każdy domknięty podzbiór przestrzeni zwartej jest zwarty.
Dowód: Niech {\displaystyle A\subset X} będzie domkniętym podzbiorem przestrzeni zwartej {\displaystyle X.} Weźmy dowolne otwarte pokrycie {\displaystyle \{U_{i}\}_{i\in I}} zbioru {\displaystyle A.} Ponieważ {\displaystyle A} jest domknięty, to jego dopełnienie jest otwarte i razem z {\displaystyle \{U_{i}\}_{i\in I}} stanowi otwarte pokrycie przestrzeni {\displaystyle X.} Ponieważ przestrzeń {\displaystyle X} jest zwarta, więc z jej pokrycia {\displaystyle \{U_{i}\}_{i\in I}\cup \{X\setminus A\}} możemy wybrać skończone podpokrycie {\displaystyle {\mathcal {D}}} przestrzeni {\displaystyle X.} Ale {\displaystyle A\subset X,} więc {\displaystyle {\mathcal {D}}} jest zarazem pokryciem zbioru {\displaystyle A.} Zatem {\displaystyle A} jest zwarty, cnd.
Tw. 9. Zwarta przestrzeń Hausdorffa jest normalna.

## Zwartość w przestrzeniach metrycznych

Przedział nie jest zwarty, bo nie jest ograniczony. Przedział nie jest zwarty, bo nie jest domknięty. Przedział jest zwarty, bo jest domknięty i ograniczony.

Tw. 10. Niech {\displaystyle X} będzie przestrzenią metryczną. Następujące warunki są równoważne:
- przestrzeń {\displaystyle X} jest zwarta,
- każdy ciąg {\displaystyle (x_{n})} w tej przestrzeni zawiera podciąg {\displaystyle (x_{n_{k}})} zbieżny do punktu należącego do tej przestrzeni (tzn. {\displaystyle X} jest ciągowo zwarta),
- z każdego przeliczalnego pokrycia można wybrać podpokrycie skończone, tzn. {\displaystyle X} jest przeliczalnie zwarta,
- dla każdej funkcji ciągłej {\displaystyle f\colon X\to \mathbb {R} } obraz {\displaystyle f(X)} jest ograniczony, tzn. {\displaystyle X} jest pseudozwarta.

Tw. 11. Zwarty podzbiór przestrzeni metrycznej jest ograniczony.
Dowód: Niech {\displaystyle A} będzie zwartym podzbiorem przestrzeni metrycznej {\displaystyle (X,d).}
Należy udowodnić, że {\displaystyle \operatorname {diam} (A)=\sup\{d(x,y)\colon x,y\in A\}<\infty .}
Wykorzystamy fakt, że metryka {\displaystyle d\colon X\times X\rightarrow \mathbb {R} } jest ciągła. Obcięcie {\displaystyle f=d|_{A}} jest ciągłe. Na mocy tw. Weierstrassa funkcja {\displaystyle f} jest ograniczona. Zatem {\displaystyle \sup\{f(x,y):x,y\in A\}<\infty .} Czyli {\displaystyle \operatorname {diam} (A)<\infty .} Wykazaliśmy, że zbiór {\displaystyle A} jest ograniczony, cnd.
(twierdzenie Heinego-Borela) Podzbiór przestrzeni euklidesowej jest zwarty wtedy i tylko wtedy, gdy jest domknięty i ograniczony.

### Przykłady
Stosując powyższe twierdzenia, można łatwo stwierdzić, które poniższe przestrzenie są zwarte, a które nie:
- zwarty jest odcinek {\displaystyle [0,1]\subset \mathbb {R} ,} bo jest domknięty i ograniczony,
- odcinek {\displaystyle (0,1)\subset \mathbb {R} } nie jest zwarty, bo nie jest domknięty,
- zwarta nie jest również cała prosta liczbowa {\displaystyle \mathbb {R} ,} bo jest zbiorem nieograniczonym,
- zwarty jest zbiór Cantora.

## Pseudozwartość
Przestrzeń topologiczną nazywamy pseudozwartą jeśli jest przestrzenią Tichonowa i każda ciągła funkcja o wartościach rzeczywistych jest ograniczona. Każda przestrzeń zwarta jest pseudozwarta, jednak istnieją przestrzenie pseudozwarte, które nie są zwarte. Na przykład liczba porządkowa {\displaystyle \omega _{1}} z topologią porządkową jest pseudozwarta, ale nie jest zwarta.

## Zwartość a ciągowa zwartość
Przestrzeń topologiczną {\displaystyle X} nazywamy ciągowo zwartą jeśli każdy ciąg {\displaystyle (x_{n})} w tej przestrzeni zawiera podciąg {\displaystyle (x_{n_{k}})} zbieżny, tzn. istnieje element {\displaystyle x\in X} taki, że każde otwarte otoczenie {\displaystyle U} punktu {\displaystyle x} zawiera wszystkie elementy ciągu {\displaystyle (x_{n_{k}})} poza co najwyżej skończoną ich liczbą. W klasie przestrzeni metryzowalnych pojęcia zwartości i ciągowej zwartości pokrywają się. Istnieją jednak przestrzenie zwarte, które nie są ciągowo zwarte oraz przestrzenie ciągowo zwarte, które nie są zwarte (na przykład, liczba porządkowa {\displaystyle \omega _{1}} z topologią porządkową).

## Pojęcia pokrewne
- przestrzeń Lindelöfa
- przestrzeń parazwarta
- przestrzeń przeliczalnie zwarta